# Anopinella cartagoa
Anopinella cartagoa là một loài bướm đêm thuộc họ Tortricidae. Loài này có ở Costa Rica.
Chiều dài cánh trước là 7.7-8.8 mm.